# Lady M
Lady M是一个成立于2001年的美國蛋糕品牌。

## 历史
2001年，Emi Wada等人在纽约創辦了蛋糕批发企业Lady M。2004年，Lady M 在紐約曼哈顿上东城开设了第一家蛋糕店。 
2017年，Lady M 于在上海开设了中国大陆第一家蛋糕店。 2022年9月10日，中国内地所有的LADY M实体门店全部關閉。